# Сумароковское сельское поселение
Сумаро́ковское се́льское поселе́ние — муниципальное образование в составе Сусанинского района Костромской области России.
Административный центр — село Сумароково.

## История
Сумароковское сельское поселение образовано 30 декабря 2004 года в соответствии с Законом Костромской области № 237-ЗКО, установлены статус и границы муниципального образования.
22 июня 2010 года в соответствии с Законом Костромской области № 626-4-ЗКО в состав Сумароковского сельского поселения включено упразднённое Попадьинское сельское поселение.

## Население
| 2008 | 2010 | 2012 | 2013 | 2014 | 2015 | 2016 |
| ---- | ---- | ---- | ---- | ---- | ---- | ---- |
| 934  | ↘883 | ↗884 | ↘832 | ↘808 | ↘785 | ↘758 |
| 2017 | 2018 | 2019 | 2020 | 2021 |      |      |
| ↘757 | ↘743 | ↘712 | ↘703 | ↘559 |      |      |

## Состав сельского поселения
| №  | Населённый пункт | Тип населённого пункта       | Население |
| -- | ---------------- | ---------------------------- | --------- |
| 1  | Вырокино         | деревня                      | →3        |
| 2  | Зубово           | деревня                      | ↗3        |
| 3  | Ивашево          | деревня                      | ↘31       |
| 4  | Константиновское | деревня                      | ↘11       |
| 5  | Королятино       | деревня                      | ↗11       |
| 6  | Медведки         | деревня                      | ↗46       |
| 7  | Новая            | деревня                      | →0        |
| 8  | Попадьино        | деревня                      | ↘294      |
| 9  | Соболево         | деревня                      | →0        |
| 10 | Сумароково       | село, административный центр | ↘329      |
| 11 | Фоминское        | деревня                      | ↗17       |